# 美国空军研究实验室
美国空军研究实验室（Air Force Research Laboratory, AFRL）是隶属于美国空军装备司令部的一个科研机构，致力于领导空军作战技术的研究与发展、空军科技计划的规划与执行以及为美国空中、外太空和赛博空间的部队提供战斗力。实验室控制着整个美国空军的科研预算。2006年，这笔预算约为24亿美元。
实验室在1997年10月31日成立于俄亥俄州赖特-帕特森空军基地，是由统一指挥的赖特（Wright）、菲利普斯（Phillips）、罗姆（Rome）與阿姆斯特朗（Armstrong）等四个空军实验室和一个空军科研办公室合并而成。实验室由七个技术指导委员会、一个管理机构和科研办公室组成。每个技术指导委员会都注重于空军研究实验室的特定任务领域，并经常与大学和第三方机构联合实验。
自1997年实验室成立以来，它与NASA、美国能源部国家实验室、国防高等研究计划署（DARPA）以及美国国防部的其他下属研究机构联合进行了大量实验与技术展示。值得注意的包括X-37、X-40、X-53、HTV-3X、YAL-1A、激光武器和战略卫星等。
有人担心实验室未来可能面临人才短缺的问题，因为40%的职员会在20年内退休，而自1980年以来美国未能培养出足够的理学和工学学士来满足需求。